# Puchar Świata w Zapasach 2006
Zawody Pucharu Świata w 2006 roku
- w stylu klasycznym mężczyzn rywalizowano w dniach 4–5 marca w Budapeszcie (Węgry),
- w stylu wolnym mężczyzn w dniach 18 i 19 lutego w Sari (Iran),
- a kobiety walczyły w dniach 20–21 maja w Nagoi (Japonia).

## Styl klasyczny

### Ostateczna kolejność drużynowa
| Poz. | Państwo          |
| ---- | ---------------- |
|      | Turcja           |
|      | Rosja            |
|      | Kuba             |
| 4.   | Węgry            |
| 5.   | Korea Południowa |
| 6.   | Bułgaria         |

## Styl wolny

### Ostateczna kolejność drużynowa
| Poz. | Państwo |
| ---- | ------- |
|      | Iran    |
|      | Kuba    |
|      | Ukraina |
| 4.   | Rosja   |
| 5.   | Gruzja  |
| 6.   | Turcja  |

## styl wolny - kobiety

### Ostateczna kolejność drużynowa
| Poz. | Państwo           |
| ---- | ----------------- |
|      | Japonia           |
|      | Kanada            |
|      | Stany Zjednoczone |
| 4.   | Rosja             |
| 5.   | Chiny             |
| 6.   | Ukraina           |